# Grabowiec-Góra
Grabowiec-Góra [pronunciación en polaco: /ɡraˈbɔvjɛt͡s ˈɡura/] es un pueblo ubicado en el distrito administrativo de Gmina Grabowiec, dentro del condado de Zamość, voivodato de Lublin, en el este de Polonia. Se encuentra a unos 23 kilómetros al noreste de Zamość y a 84 kilómetros al sureste de la capital regional Lublin.
El pueblo tiene una población de 650 habitantes.